# Каймур (округ)
Каймур (хинди कैमूर जिला; англ. Kaimur) — округ на юго-западе индийского штата Бихар. Создан в 1991 году из части территории округа Рохтас. Административный центр — город Бхабуа. Площадь округа — 3363 км². По данным всеиндийской переписи 2001 года население округа составляло 1 289 074 человека. Уровень грамотности взрослого населения составлял 55,12 %, что немного ниже среднеиндийского уровня (59,5 %).